# Zayü
Zayü (chữ Tạng: རྫ་ཡུལ་རྫོང་; Wylie: rdza yul rdzong; ZWPY: Zayü Zong; tiếng Trung: 察隅县; bính âm: Cháyú Xiàn, Hán Việt: Sát Ngung huyện) là một huyện của địa khu Qamdo (Xương Đô), khu tự trị Tây Tạng, Trung Quốc. Nhiều phần diện tích mà Trung Quốc tuyên bố chủ quyền tại Arunachal Pradesh được phân thuộc về địa bàn huyện.

### Trấn
- Trúc Ngõa Căn (竹瓦根镇)
- Thượng Sát Ngung (上察隅镇)
- Hạ Sát Ngung (下察隅镇)

### Hương
- Cổ Ngọc (古玉乡)
- Cổ Lạp (古拉乡)
- Sát Ngõa Long (察瓦龙乡)